# Golden Gala Pietro Mennea 2017
Il Golden Gala Pietro Mennea 2017 è stato la 37ª edizione del Golden Gala Pietro Mennea, meeting internazionale di atletica leggera che si svolge annualmente presso lo Stadio Olimpico di Roma.
Il meeting si è svolto giovedì 8 giugno e ha rappresentato la quarta tappa del circuito IAAF Diamond League 2017.

## Risultati

### Uomini
| Specialità             |                   | Prestazione | 2º classificato     | Prestazione | 3º classificato | Prestazione |
| 100 m                  | Chijindu Ujah     | 10"02       | Jimmy Vicaut        | 10"05       | Ronnie Baker    | 10"05       |
| 200 m                  | Andre De Grasse   | 20"01       | Christophe Lemaitre | 20"29       | Ameer Webb      | 20"33       |
| 800 m                  | Adam Kszczot      | 1'45"96     | Kipyegon Bett       | 1'46"00     | Donavan Brazier | 1'46"08     |
| 110 m ostacoli         | Aries Merritt     | 13"13       | Orlando Ortega      | 13"17       | Sergej Šubenkov | 13"21       |
| 3000 m siepi           | Conseslus Kipruto | 8'04"63     | Soufiane el-Bakkali | 8'05"17     | Jairus Birech   | 8'07"84     |
| Lancio del giavellotto | Thomas Röhler     | 90,06 m     | Johannes Vetter     | 88,15 m     | Keshorn Walcott | 86,61 m     |

     Specialità valide per la IAAF Diamond League 2017.
     Prestazione che stabilisce il nuovo record del meeting.

### Donne
| Specialità       |                      | Prestazione | 2ª classificata        | Prestazione | 3ª classificata         | Prestazione |
| 100 m            | Dafne Schippers      | 10"99       | Marie-Josée Ta Lou     | 11"03       | Michelle-Lee Ahye       | 11"07       |
| 400 m            | Natasha Hastings     | 50"52       | Novlene Williams-Mills | 51"04       | Ol'ha Zemljak           | 51"08       |
| 1500 m           | Sifan Hassan         | 3'56"22     | Winny Chebet           | 3'59"16     | Konstanze Klosterhalfen | 3'59"30     |
| 5000 m           | Hellen Obiri         | 14'18"37    | Agnes Tirop            | 14'33"09    | Letesenbet Gidey        | 14'33"32    |
| 400 m ostacoli   | Janieve Russell      | 54"14       | Sara Slott Petersen    | 54"35       | Wenda Nel               | 54"58       |
| Salto in alto    | Marija Lasickene     | 2,00 m      | Kamila Lićwinko        | 1,96 m      | Julija Levčenko         | 1,94 m      |
| Salto con l'asta | Aikaterinī Stefanidī | 4,85 m      | Yarisley Silva         | 4,75 m      | Eliza McCartney         | 4,75 m      |
| Salto triplo     | Yulimar Rojas        | 14,84 m     | Caterine Ibargüen      | 14,78 m     | Ol'ga Rypakova          | 14,64 m     |
| Getto del peso   | Gong Lijiao          | 19,56 m     | Daniella Bunch         | 18,95 m     | Michelle Carter         | 18,86 m     |

     Specialità valide per la IAAF Diamond League 2017.
     Prestazione che stabilisce il nuovo record del meeting.